# Санджив Кумар
Санджив Кумар (англ. Sanjeev Kumar), настоящее имя Харихар Джаривала (гудж. અસલી જરીવાલા; 9 июля 1938, Сурат, — 6 ноября 1985, Бомбей) — индийский актёр, двукратный обладатель «Серебряных Лотосов» Национальной кинопремии и Filmfare Award за лучшую мужскую роль.

## Биография
Родился 9 июля 1938 года в гуджаратской семье среднего класса. Он был самым старшим из детей, помимо него в семье было два сына и дочь. Он с детства мечтал сниматься в кино и ради осуществления этой мечты начал выступать в театре, а затем поступил в актёрскую школу при киностудии Filmalaya. В 1960 году на этой студии он снялся в небольшой роли в фильме Hum Hindustani. Однако в 1962 году он не прошёл актёрский кастинг для фильма Aarti. Только в 1965 году он получил роль в фильме Nishan. С 1960 по 1968 годы он упорно искал своё место в индийской киноиндустрии.
Признание ему принес фильм «Игрушка» 1970 года. За этим последовал ряд кассовых хитов: «Зита и Гита» (1972), «Укрощение строптивой» (1973) и «Клянусь вами» (1974). В это же время он начал работать с известным режиссёром Сампураном Сингхом Гулзаром, вместе они сделали 9 фильмов, в том числе «Преодоление» (1972), «Гроза» (1975), «Путешествие в прошлое» (1975), Angoor (1982) и «Квартирант» (1982). «Преодоление» считается его лучшим фильмом, сыграв в котором глухонемого, он получил несколько наград за лучшую мужскую роль, в том числе премию ассоциации бенгальских журналистов (BFJA Awards). Другим наиболее запомнившимся его персонажем был полицейский Тхакур Балдев Сингх в фильме «Месть и закон» (1975).
Он также демонстрировал готовность идти на нетрадиционные роли. Примером может быть его роль Мирзы Саджада Али, одержимого шахматами жителя Лакнау в классических «Шахматистах» (1977) Сатьяджита Рая.
Скончался 6 ноября 1985 года в Бомбее в результате обширного инфаркта в возрасте 47 лет.

## Личная жизнь
Санджив Кумар всю жизнь был безответно влюблен в Хему Малини, которая предпочла ему Дхармендру. Эта любовь помешала ему ответить на чувства влюбленной в него Сулакшаны Пандит.

## Частичная фильмография
- 1966 — Али-Баба и сорок разбойников
- 1972 — Зита и Гита
- 1974 — В поисках развлечений
- 1975 — Гроза
- 1975 — Месть и закон
- 1977 — Шахматисты
- 1977 — Мелодия мечты
- 1978 — Трезубец бога Шивы (в советском прокате «По закону чести»)
- 1982 — Три брата
- 1982 — Всемогущий[англ.] — Абу́ Баба́